# Ургун
Ургун (Орген) — сомон у Східно-Гобійському аймаку Монголії. Територія 8,7 тис км², населення 2,0 тис. чол.. Центр – селище Сенж розташований на відстані 1 км від Сайншанду та 504 км. від Улан-Батора.

## Історія
У 1858 році тут знаходилась стоянка М.Пржевальського.
У 1931-1943 рр називався Ургун-Цецерлег.

## Рельєф
Мало річок, але багато мілких озер

## Клімат
Різкоконтинентальний клімат. Середня температура січня -19 градусів, липня +23 градуси. Протягом року в середньому випадає 120-160 мм опадів.

## Тваринний світ
Водяться гірські барани, вовки, лисиці, дикі кози, манули, зайці.

## Соціальна сфера
Працює середня школа, лікарня, сфера обслуговування.

## Корисні копалини
Багатий вугіллям, шпатом (запаси 1,2 млн тонн, вапняком (16 млн тонн), цеолітом (152 млн тонн)

## Транспорт
Територією проходить залізниця.